# Migas goyeni
Migas goyeni är en spindelart som beskrevs av Wilton 1968. Migas goyeni ingår i släktet Migas och familjen Migidae. Inga underarter finns listade i Catalogue of Life.